# Pomeni imen asteroidov: 96001–97000
Pregled pomenov imen asteroidov (malih planetov) od številke 96001 do 97000, ki jim je Središče za male planete dodelilo številko in so pozneje dobili tudi uradno ime  v skladu z dogovorjenim načinom imenovanja. Pregled je preverjen z Schmadelovim “Slovarjem imen malih planetov” (“Dictionary of Minor Planet Names”). 
Pregled pojasnjuje izvor oziroma pomen imen asteroidov, ki ga je priznala Mednarodna astronomska zveza (IAU). Nekateri asteroidi imajo imajo dodatno pojasnilo o izvoru imena, ki pa vedno ni popolnoma zanesljivo (oznaka “†” ali “‡“). 
| Ime                  | Začasna oznaka | Izvor imena |
| 96001–96100          | 96001–96100    | 96001–96100 |
| -------------------- | -------------- | --- |
| 96086 Toscanos       | 1006 T-2       | kraj Toscanos, Španija, kjer se nahajajo ruševine feničanske kolonije †                                                                                   |
| 96101–96200          |                | |
| 96189 Pygmalion      | 1991 NT3       | Pigmalion, bog v grški mitologiji in ime starogrškega kiparja, ki se je zaljubil v svoj kip Galateje †                                                    |
| 96192 Calgary        | 1991 TZ15      | mesto Calgary, provinca Alberta, Kanada † ‡ |
| 96193 Edmonton       | 1991 TG16      | mesto Edmonton, provinca Alberta, Kanada † ‡ |
| 96201–96300          |                | |
| 96205 Ararat         | 1992 ST16      | gora Ararat, Turčija † |
| 96217 Gronchi        | 1993 RP2       | Giovanni-Federico Gronchi, italijanski astronom † |
| 96254 Hoyo           | 1995 DT2       | ožina Hojo Kaikjo (ožina Hojo), med japonskima otokoma Kjušu in Šikoku †                                                                                  |
| 96268 Tomcarr        | 1995 SA55      | Thomas D. Carr, ameriški astronom † |
| 96301–96400          |                | |
| 96401–96500          |                | |
| 96501–96600          |                | |
| 96506 Oberösterreich | 1998 OR4       | Gornja Avstrija (Oberösterreich), ena izmed devetih zveznih držav Avstrije †                                                                              |
| 96601–96700          |                | |
| 96623 Leani          | 1999 ET4       | Achille Leani, italijanski astronom in eden izmed ustanoviteljev Mednarodne zveze ljubiteljskih astronomov (International Union of Amateur Astronomers) † |
| 96701–96800          |                | |
| 96747 Crespodasilva  | 1999 QQ2       | Lucy D. Crespo da Silva, brazilsko-ameriški astronom in odkritelj, ki je umrl leta 2000 pri starosti 22 let † ‡                                           |
| 96801–96900          |                | |
| 96876 Andreamanna    | 1999 TY10      | Andrea Manna, švicarska časnikarka, igralka kitare in ljubiteljska astronomka †                                                                           |
| 96901–97000          |                | |

| Predhodnik: 95001–96000 | Pomeni imen asteroidov Seznam asteroidov (96001-96250) Seznam asteroidov (96251-96500) Seznam asteroidov (96501-96750) Seznam asteroidov (96751-97000) | Naslednik: 97001–98000 |